# Omerkhan daira
Omerkhan daira é uma vila no distrito de Rangareddi, no estado indiano de Andhra Pradesh.

## Demografia
Segundo o censo de 2001, Omerkhan daira tinha uma população de 7258 habitantes. Os indivíduos do sexo masculino constituem 60% da população e os do sexo feminino 40%. Omerkhan daira tem uma taxa de literacia de 73%, superior à média nacional de 59,5%: a literacia no sexo masculino é de 81% e no sexo feminino é de 60%. Em Omerkhan daira, 16% da população está abaixo dos 6 anos de idade.